# تجمع ذراة (مودية)

تعديل مصدري - تعديل

تجمع ذراة هو "تجمع بدوي" في  عزلة مودية بمديرية مودية التابعة لمحافظة أبين، بلغ تعداد سكانها 31 نسمة حسب تعداد اليمن لعام 2004.